# Riessia radicicola
Riessia radicicola är en svampart som beskrevs av Jülich 1985. Riessia radicicola ingår i släktet Riessia, klassen Agaricomycetes, divisionen basidiesvampar och riket svampar.   Inga underarter finns listade i Catalogue of Life.